# Hans Albert Hohnfeldt
Hans Albert Hohnfeldt (* 22. Mai 1897 in Danzig-Neufahrwasser; Todesdaten nicht bekannt) war Gauleiter von Danzig.

## Leben
Nach dem Besuch des Königlichen Gymnasiums in Danzig und in Neustadt/Westpreußen wurde er 1914 Kriegsfreiwilliger. 1918 begann er ein Studium der Rechtswissenschaft und Nationalökonomie an der Universität Berlin, war dann aber später tätig als Steuer- und Verwaltungsbeamter. 1922 trat er in den Staatsdienst der Freien Stadt Danzig ein.
1923 wurde er für die Deutschsoziale Partei, deren erster Vorsitzender er war, in den Volkstag gewählt. Zum 8. Oktober 1925 trat er in die NSDAP ein (Mitgliedsnummer 20.215) und gründete die Ortsgruppe Danzig. Am 11. März 1926 wurde er zum Gauleiter des Gaues Danzig ernannt, mit Wilhelm von Wnuck als Stellvertreter. 1927 wurde er zum Obersteuersekretär ernannt und im September desselben Jahres zum SA-Gauführer „Ost“ (bestehend aus Ostpreußen-Westpreußen und Danzig). In dieser Funktion war Walter Maass sein Stellvertreter. Gleichzeitig wurde Hohnfeldt auch Gau-SS-Führer, was einherging mit der Ernennung zum SS-Standartenführer.
Bereits am 20. Juni 1928 legte er aus Krankheitsgründen seine Gauleiterposition nieder und auch als Gau-SS-Führer trat er zurück.
1931 wurde er Regierungsinspektor und Leiter der NS-Beamtenabteilung des Gaues Danzig. Nachdem er bereits 1928 Mitglied des Danziger Volkstages geworden war, wurde er 1933 Fraktionsführer der NSDAP im Volkstag und anschließend Senator der Freien Stadt Danzig. 1934 erfolgte die Berufung in die Reichsleitung der NSDAP.
Zum 1. September 1934 wurde er Hauptstellenleiter des Amtes für Beamte in der Partei-Kanzlei im „Braunen Haus“ in München. Im März 1936 wurde er mit sofortiger Wirkung als Direktor der DBV beurlaubt und zum 30. Juni 1936 aus dem Dienst entlassen.
1939 taucht sein Name nochmals als Senator für soziale Fürsorge in Danzig auf, sein weiteres Schicksal ist indes unbekannt.